# 葛勞塞獎
葛勞塞獎（德語：Friedrich-Glauser-Preis）是德國、瑞士及奧地利等以德語為主要語言國家中，最重要的偵探小說文學獎，一向有德語偵探小說奧斯卡之稱，是歐洲文學的一個重要獎項。

## 起源
瑞士作家佛烈德·葛·勞塞（Friedrich Charles Glauser）以1936年出版的《史都德警官》（Wachtmeister Studer）著名，德語偵探文學作家筆會於是在1987年決定成立葛勞塞獎以紀念佛烈德·葛勞塞。

## 獎項
葛勞塞獎共分兩個獎項，第一個是葛勞塞爾偵探獎（Friedrich-Glauser-Preis），評審團每年挑選出前一年的最往偵探小說，頒以一萬馬克的獎金。第二個是榮譽作家獎（Ehrenpreis der Autoren），此獎是向作家的個人成就作出最高致敬，所以這獎並不頒發任何獎金，而是獎發一尊佛烈德·葛勞塞筆下小說人物史都德警官為原型的銅人獎座。

## 外部連結
- （德文）德語圏推理作家協会「Syndikat」網站 （页面存档备份，存于）